# Sindrome di May-Thurner
La sindrome di May-Thurner è una rara condizione in cui la compressione del deflusso venoso degli arti inferiori può causare trombosi della vena femorale, prevalentemente a sinistra. Il problema specifico è la compressione della vena iliaca comune sinistra tra la sovrastante arteria iliaca comune destra e la quinta vertebra lombare. Questo porta al formarsi di una stasi di sangue, predisponendo l'individuo alla formazione di coaguli. La sindrome è quindi più comune alla gamba sinistra, poiché l'arteria si sovrappone alla vena iliaca sinistra. Nel XXI secolo la definizione sindrome di May-Thurner è stata applicata a un profilo più ampio della malattia, conosciuta come lesione della vena iliaca non trombotica (NIVL). Questa condizione si manifesta frequentemente con dolore e/o gonfiore.

## Meccanismo
Contrariamente alla vena iliaca comune destra, che sale quasi verticalmente alla vena cava inferiore, la vena iliaca comune sinistra attraversa diagonalmente da sinistra a destra per entrare nella vena cava inferiore. Lungo questo corso, passa sotto l'arteria iliaca comune destra, che può comprimere contro la colonna lombare e limitare il flusso di sangue dalla gamba sinistra. Ci sono casi clinici della vena cava inferiore compressa dalle arterie iliache o dalle sindromi da compressione sul lato destro, ma la stragrande maggioranza si trova sul lato sinistro. Mentre questa è la causa sospetta della sindrome, la vena iliaca sinistra è spesso vista come compressa nei pazienti asintomatici e considerata una variante anatomica - una compressione luminale del 50% della vena iliaca sinistra si verifica in un quarto degli individui sani. La compressione diventa clinicamente significativa solo se provoca cambiamenti emodinamici apprezzabili nel flusso venoso o nella pressione venosa o se porta a trombosi venosa profonda acuta o cronica.
Oltre alla compressione, la vena sviluppa speroni fibrosi intraluminali per gli effetti della forza di compressione pulsatile dell'arteria. Il flusso turbolento predispone il paziente alla trombosi. Il flusso sanguigno compromesso causa spesso la formazione di vasi sanguigni collaterali. Questi sono più spesso collaterali transpelvis orizzontali, che collegano entrambe le vene iliache interne, creando così un deflusso attraverso la vena iliaca comune destra. A volte si formano collaterali verticali, il più delle volte paralumbar, che possono causare sintomi neurologici, come formicolio e intorpidimento.
Questo canale di deflusso compresso e ristretto provoca la stasi del sangue, che è un elemento della triade di Virchow che fa precipitare la trombosi venosa profonda.

## Diagnosi
È importante considerare la sindrome di May-Thurner in pazienti che non hanno altri ovvi motivi di ipercoagulabilità e che presentano trombosi dell'arto inferiore sinistro. Per escludere altre cause di ipercoagulazione, potrebbe essere opportuno controllare gli anticorpi antitrombina, proteina C, proteina S, fattore V Leiden, protrombina G20210A e antifosfolipidi.
La venografia dimostrerà la sindrome classica quando provoca trombosi venosa profonda.
La sindrome di May-Thurner nel più ampio profilo della malattia nota come lesioni non trombotiche della vena iliaca (NIVL) esiste nel paziente ambulatoriale sintomatico e queste lesioni non sono di solito osservate dalla venografia. Morfologicamente, l'ecografia intravascolare (IVUS) è emersa come il miglior strumento attuale in senso lato. A volte possono essere utili test funzionali come l'ecografia duplex, la misurazione della pressione venosa e interstiziale e la pletismografia. La compressione della vena iliaca comune sinistra può essere osservata sulla tomografia computerizzata pelvica.

## Trattamento
La gestione del difetto di base è proporzionale alla gravità della presentazione clinica. Il gonfiore e il dolore delle gambe sono valutati meglio da specialisti vascolari (chirurghi vascolari, cardiologi interventisti, radiologi interventisti) che diagnosticano e curano le malattie arteriose e venose per garantire che sia valutata la causa del dolore alle estremità. La diagnosi deve essere confermata con una sorta di imaging che può includere la venografia a risonanza magnetica, il venogramma e di solito confermato con l'ecografia intravascolare perché la vena appiattita potrebbe non essere notata sulla venografia convenzionale. Al fine di prevenire gonfiori o dolori prolungati dovuti alle conseguenze del sangue di backup dalla vena iliaca compressa, il flusso deve essere migliorato dalla gamba. I casi non complicati possono essere gestiti con calze a compressione.
La sindrome di May-Thurner grave può richiedere trombolisi in caso d'insorgenza recente di trombosi, seguita da angioplastica e stenting della vena iliaca dopo aver confermato la diagnosi con un venogramma o un'ecografia intravascolare. Uno stent può essere utilizzato per supportare l'area da ulteriore compressione dopo angioplastica. Come suggerisce il nome, in questi casi non esiste in genere una componente trombotica, ma la trombosi può verificarsi in qualsiasi momento.
Se il paziente ha una trombosi estesa, può essere opportuno prendere in considerazione la trombectomia farmacologica e/o meccanica (nota anche come farmacomeccanica). Quest'ultima metodologia è attualmente allo studio per determinare se diminuirà l'incidenza della sindrome post-trombotica.